# 65-й арсенал
65-й арсенал (укр. 65-й арсенал) — база хранения боеприпасов Центрального ракетно-артиллерийского управления вооружённых сил Украины, которая находится на окраине города Балаклея Харьковской области.

## История
Военные склады были построены в 1918 году на пустыре за городской чертой и осуществляли снабжение боеприпасами РККА в ходе гражданской войны и Великой Отечественной войны.
В дальнейшем, в связи с расширением города склады оказались на его окраине.
После провозглашения независимости Украины 65-й ордена Красной Звезды арсенал министерства обороны СССР был передан в ведение министерства обороны Украины. В результате, арсенал площадью 368 гектаров, рассчитанный на хранение 150 тыс. тонн боеприпасов стал крупнейшей базой хранения боеприпасов на территории Украины.
После взрывов на 275-й базе хранения боеприпасов в Новобогдановке в 2004 и 2005 гг., в 2006 году арсенал прекратил работы по утилизации боеприпасов. Цеха, в которых производились эти работы, были остановлены, а число работников арсенала - сокращено с 1 тысячи до 300 человек.
После пожара и взрывов на территории 61-го арсенала Южного оперативного командования сухопутных войск вооружённых сил Украины в Лозовой в августе 2008 года на территории арсенала были проведены внеплановые противопожарные мероприятия, а пожарная рота арсенала получила дополнительное оснащение.
По состоянию на апрель 2009 года арсенал был рассчитан на хранение 150 тыс. тонн боеприпасов, но фактически на нём хранилось на 32 тыс. тонн боеприпасов больше, чем было предусмотрено нормативами. По словам и. о. замминистра обороны Украины В. В. Иващенко, в дальнейшем планами министерства обороны Украины предусматривалось израсходовать часть хранившихся боеприпасов на обучение войск и ещё 7,5 тыс. тонн боеприпасов - утилизировать. В 2010 году областная администрация Харьковской области подтвердила, что происходит постепенная разгрузка арсенала.
После начала боевых действий на востоке Украины весной 2014 года арсенал участвовал в снабжении боеприпасами группировки вооружённых сил Украины в Донбассе.
После взрыва 29 октября 2015 года на складе боеприпасов в Сватово 65-й арсенал оказывал помощь в ликвидации последствий ЧП.
В ночь на 23 марта 2017 года на площадке хранения 125-мм и 152-мм артиллерийских снарядов начался пожар с детонацией хранившихся на складах боеприпасов. Пожар охватил несколько площадок, на которых хранились танковые 125-мм снаряды, артиллерийские 152-мм снаряды, 122-мм реактивные снаряды для РСЗО "Град", авиабомбы и иные боеприпасы, погибли 2 и получили ранения несколько десятков человек (в основном, военнослужащие).
Согласно заявлению главного военного прокурора Украины А. В. Матиоса, перед началом пожара в арсенале хранилось 138 тыс. тонн боеприпасов, по другим данным - около 125 тыс. тонн боеприпасов. Пожар продолжался до 24 марта 2017 года. В результате, часть хранившихся боеприпасов была уничтожена, повреждены свыше 260 зданий города.
В сентябре 2017 года было объявлено о намерении оборудовать все арсеналы Украины системами раннего обнаружения и борьбы с беспилотными летательными аппаратами.
15 ноября 2019 года в ходе уничтожения неразорвавшихся боеприпасов произошла их детонация, в результате погибли два и были ранены ещё пять сапёров 91-го отдельного полка оперативного обеспечения.
В апреле 2022 года арсенал был взят под контроль российскими войсками в ходе вторжения России на Украину. 8 сентября 2022 года ВСУ освободили арсенал от российских войск в ходе контрнаступления.